# Rathbun (Iowa)
Rathbun – miasto w Stanach Zjednoczonych, w stanie Iowa, w hrabstwie Appanoose. W 2000 roku liczyło 88 mieszkańców.